# Ельза Маріанна фон Розен
Ельза Маріанна фон Розен, або Ельса-Маріанна фон Росен (швед. Elsa-Marianne von Rosen; 21 квітня 1927, Стокгольм — 7 вересня 2014, Копенгаген) — шведська балерина, балетмейстерка і педагогиня.

## Біографія
Народилася в 1927 році в Стокгольмі. Її батьками були художник Рейнгольд фон Розен і його дружина Саллі Елізабет Естерюд.  
Балету почала вчитися в школі Віри Александрової і приватно у Вальборг Франкі. Потім в 1945-1950 роках продовжила навчання в школі Королівського данського балету в Копенгагені, а також деякий час навчалася в Лондоні. 
Дебютувала Ельза Маріанна фон Розен в 1938 році (за іншими джерелами — в 1941 році). У 1943 році виступила в Королівському театрі Данії, де її талант помітив хореограф і художній керівник Королівського балету Харальд Ландер. У тому ж році почала виступати в стокгольмському Театрі Оскара (Oscarteatern), де її першою помітною роллю стала Кітрі в «Дон Кіхоті». У сезоні 1948-1949 років танцюристка входила в міжнародну трупу Original Ballet Russe, з якої гастролювала в Іспанії, Англії та Франції. Серед її партнерів був Моріс Бежар. У Швеції вона першою виступила в головних ролях у балетах Біргіт Кульберг «Фрекен Юлія» на музику Туре Рангстрема і «Медея» на музику Бартока. «Фрекен Юлія» мала такий успіх, що і артистка, і хореограф були запрошені працювати в Королівську оперу в Стокгольмі. 
У 1950 році Ельза Маріанна фон Розен одружилася з датським балетним критиком і сценографом Алланом Фрідерісіа (дан. Allan Fridericia, тому її вважають представницею як шведської, так і датської балетної школи. З 1951 по 1959 рік вона була провідною солісткою Королівського шведського балету в Стокгольмі.  
У 1958 році фон Розен дебютувала як хореографка, поставивши в Стокгольмі балет «Прометей» на музику Бетховена. У 1960 році вона разом з чоловіком створила так званий «Скандинавський балет», з яким здійснила ряд постановок. Зокрема, з цією трупою вона поставила власну версію «Сильфіди» Бурнонвіля (1960), а також авторські балети «Підлітки» на музику Баха (1961) і «Женні фон Вестфален» на музику Бентсона (1965), про Карла Маркса і його дружину. Великими партіями в цих виставах вона завершила свою кар'єру танцюристки.  
З 1970 по 1976 рік Ельза Маріанна фон Розен була директором і хореографкою балетної трупи в Гетеборзі, а в 1980-1987 роках — в Мальмі. Згодом вона також заснувала власну балетну школу в Копенгагені. Світову популярність їй принесли реконструкції та постановки балетів Бурнонвіля, які вона готувала спільно з чоловіком. Найбільше визнання завоювала її версія «Сильфіди», поставлена з трупами в Лондоні (Балет Рамберт), Сантьяго-де-Чилі, Монте-Карло, Вашингтоні, Гетеборзі і Дюссельдорфі. У 1975 році фон Розен поставила «Сильфіду» в ленінградському Малому театрі. Вона ставила також інші балети Бурнонвіля («Фестиваль квітів в Дженцано», «Свято в Альбано», «Консерваторію», «Неаполь»), а також Галеотті («Примхи купідона і балетмейстер»), Петіпа і Іванова ( « Лебедине озеро»). 
Серед отриманих нею нагород — медаль Карини Арі (Carina Ari Medal, 1962) і Медаль Літератури і мистецтв (1984). У 2000 році вона опублікувала книгу мемуарів під назвою «Inte bara en dans på rosor».
Ельза Маріанна фон Розен померла 7 вересня 2014 року в Копенгагені. 